# Кирова (Башкортостан)
Кирова (баш. Киров) — хутор в Кугарчинском районе Республики Башкортостан Российской Федерации. Входит в состав Ялчинского сельсовета.
С 2005 современный статус, с 2007 — современное название.

## География

### Географическое положение
Расстояние до:
- районного центра (Мраково): 47 км,
- центра сельсовета (Ялчино): 9 км,
- ближайшей ж/д станции (Мелеуз): 23 км.

## История
До 20 июля 2005 года — посёлок. Преобразован в хутор согласно Закону Республики Башкортостан от 20 июля 2005 года, N 211-з «О внесении изменений в административно-территориальное устройство Республики Башкортостан в связи с образованием, объединением, упразднением и изменением статуса населенных пунктов, переносом административных центров»:

7. Изменить статус следующих населенных пунктов, установив тип поселения — хутор:

3) в Кугарчинском районе:

а) поселка артели им. Кирова Ялчинского сельсовета;

б) поселка Серп и Молот Исимовского сельсовета. 
До 10 сентября 2007 года назывался хутором артели имени Кирова. Находится на берегу реки Белой.

## Население
| 2002 | 2009 | 2010 |
| ---- | ---- | ---- |
| 13   | ↘4   | ↗11  |